# Mika Jukkara
Mika Jukkara (* 30. Juli 1963 in Lahti, Finnland) ist ein ehemaliger finnischer Skispringer und Sportfunktionär. Im Auftrag der FIS begleitete er vom April 2021 bis Juni 2022 als Material-Kontrolleur den Grand Prix, den Skisprung-Weltcup, die Skiflug-Weltmeisterschaft sowie die Olympischen Winterspiele.

## Laufbahn
Jukkara beteiligte sich in seiner Jugend als Athlet an nationalen Skisprungwettbewerben. Seit 1990 nahm er Funktionärstätigkeiten in Finnland wahr und weitete diese 2004 auch international aus. 2007 war er erstmals am Kontrollstab des Skisprung-Weltcups beteiligt und hatte bis zu den Nordischen Skiweltmeisterschaften 2017 auch die Position eines Rennleiters bei den Wettbewerben in seiner Geburtsstadt inne. 2010 begann Jukkara außerdem, bei Springen in Finnland  Materialkontrollen durchzuführen. Am 28. April 2021 stellte ihn Sandro Pertile als Nachfolger von Sepp Gratzer vor.
Im Rahmen der Olympischen Winterspiele 2022 geriet der Finne durch eine hohe Anzahl an Disqualifikationen von Teilnehmerinnen während des Mixed-Teamwettbewerbs in die Kritik. Er selbst äußerte, nicht an den technischen Prüfungen der Athletinnen beteiligt gewesen zu sein. Agnieszka Baczkowska, die Kontrolleurin der Frauen, wies ihrerseits Vorwürfe unsachgemäßer Kontrollen zurück. Jukkara erhielt im Hinblick auf die Kontroverse auch Unterstützung durch die ehemaligen Skispringer Martin Schmitt und Sven Hannawald. Nach der Saison beteiligte sich der Finne an einer Überarbeitung des Reglements.
Im Juni 2022 erklärte Jukkara seinen Rücktritt als Material-Kontrolleur. Auf ihn folgte der Österreicher Christian Kathol.

## Sonstiges
Jukkara ist verheiratet und lebt in Lahti.